# Языки Реюньона
Официальным языком Реюньона является французский.

## Национальные языки
Большинство населения говорит на реюньонском креольском языке как на родном. Также на остров иммигрировали носители следующих языков: китайский, малагасийский. Диалекты коморского языка: мвали, маоре, нгазиджа, ндзвани.